# جورج فيشر (متسابق بياثل)
جورج فيشر (بالألمانية: Georg Fischer)‏ هو متسابق بياثل ألماني، ولد في 10 نوفمبر 1960 في ألمانيا الغربية.

## وصلات خارجية
- جورج فيشر على موقع IBU (الإنجليزية)
- جورج فيشر على موقع الاتحاد الدولي للتزلج (التزلج الريفي) (الإنجليزية)
- جورج فيشر على موقع أوليمبيديا (الإنجليزية)